# حادثه افشار
حادثه افشار یا عملیات افشار که از آن با نام کشتار افشار نیز یاد می‌شود، کشتاری است که در سال ۱۳۷۱ در جریان درگیری‌های داخلی گروه‌های مجاهد در کابل، برای کنترل محله افشار و مناطق مشرف به آن رخ داد. این واقعه از شامگاه بیست و یکم بهمن ماه سال ۱۳۷۱ شروع شد و تا شامگاه بیست و دوم بهمن ماه ادامه داشت.
این عملیات، توسط نیروهای دولت اسلامی افغانستان به فرماندهی احمد شاه مسعود و همچنین برهان‌الدین ربانی به همراه متحدان آن‌ها، شبه‌نظامیان حزب دعوت اسلامی افغانستان به رهبری عبدالرسول سیاف علیه نیروهای حزب اسلامی به رهبری گلبدین حکمتیار و شبه‌نظامیان حزب وحدت اسلامی افغانستان به رهبری عبدالعلی مزاری در منطقهٔ افشار یکی از مناطق پرجمعیت در غرب شهر کابل صورت گرفت.

## پیش‌زمینه
پیش از این عملیات هزاره‌ها و حزب وحدت به همراه پشتون‌ها و حزب اسلامی مرتباً اقدام به پرتاب راکت از مواضع خود در منطقهٔ افشار به‌سوی مناطق پرجمعیت در شمال کابل می‌کردند. این اقدام آن‌ها باعث کشتار هزاران غیرنظامی شد. این عملیات برای اشغال مواضع و دستگیری رهبران آن‌ها برنامه‌ریزی شده بود. طبق گزارش‌های به دست آمده نیروهای سیاف دارای عقاید وهابیت و تحت حمایت عربستان سعودی بودند.

## جزئیات
نیروهای سیاف، با همراهی برخی از نیروهای دولتی اقدام به کشتار، تجاوز و شکنجهٔ مردم و تخریب و آتش زدن منازل در افشار کردند. نیروهای جبههٔ مخالف نیز متقابلاً دست به چنین اعمالی زدند. حداقل دو تن از ۹ فرمانده میدانی نیروهای دولت اسلامی در آن عملیات، به‌نام‌های «انور دنگار» (که بعداً به طالبان پیوست) و «ملّا عزت»، به صورت مستقیم در این اعمال دست داشتند. گزارش شده که نیروهای سیاف، با شلیک و پرتاب بی‌رویهٔ موشک، در غارت، سلاخی و قتل هزاران غیرنظامی هزاره، دست داشتند و در یک رویداد، نیروهای دولتی به سوی غیرنظامیان در حال فرار، آتش گشودند. در رویدادی دیگر، نیروهای دولتی یک غیرنظامی زخمی را نجات داده و به محل امن بردند. همچنین گزارش شد که برخی از فرماندهان میدانی نیروهای دولتی نیز در حال تلاش برای توقف اقدامات خشونت‌آمیز بودند.
وزیر دفاع دولت اسلامی، احمد شاه مسعود، در روز دوم، دستور توقف درگیری‌ها را صادر کرد؛ اما خشونت‌ها، به ویژه اقداماتی چون تخریب منازل و غارت اموال، همچنان ادامه داشت. مسعود سپس برای دادن آرامش و اطمینان به شیعیان، یک فرماندهٔ شیعه با نام سید حسین انوری را منصوب کرد. مسعود تمامی طرفین درگیری را به آرامش و توقف خشونت فراخواند و پس از آن، کمیته‌ای با حضور مردم افشار برای بررسی و تحقیق در مورد جنایات انجام شده تشکیل داد. این کمیته، دریافت که تعداد زیادی زن طی درگیری‌ها ربوده شدند اما تِعداد کمی از خانواده‌ها این موضوع را اعلام کرده‌ بودند.
در این عملیات، عده زیادی از غیرنظامیان شیعه از هزاره‌ها و سنی از پشتون‌ها، کشته، بی‌خانمان و آواره شدند؛ ولی هیچگاه آمار دقیقی از تعداد تلفات و خسارات منتشر نشد. این واقعه یکی از مهم‌ترین و بزرگ‌ترین وقایع مرتبط با فرقه‌گرایی در تاریخ معاصر افغانستان است.
هر ساله در سالگرد این کشتار، بازماندگان خواستار محاکمه عاملان این عملیات می‌شدند؛ اما پاسخ مشخصی از طرف دولت و مقامات قضایی وقت افغانستان دریافت نکردند.
عبدالرسول سیاف، مشارکت نیروهای خود در حادثه افشار را همیشه رد کرده است.

## شرح حادثه
شامگاه ۲۱ بهمن ۱۳۷۱ شمسی، برابر با ۱۰ فوریه ۱۹۹۳ میلادی، نیروهای دولت اسلامی افغانستان به رهبری احمد شاه مسعود و حزب اسلامی به فرماندهی عبدالرسول سیاف حملات موشکی گسترده‌ای را بر روی منطقه افشار شروع کردند. این موشک باران تا صبح روز ۲۲ بهمن ادامه یافت. صبح روز ۲۲ بهمن، یورش نیروهای زمینی به محله افشار شروع شد و این عملیات تبدیل به جنگ شهری شد. گزارش‌هایی مبنی بر وقوع جنایات بی‌شمار جنگی در طی عملیات روز ۲۲ بهمن گزارش شده است.  تحقیق و گزارش مستقلی از چگونگی این حادثه و عوامل آن منتشر نشده است.
در منطقهٔ افشار صدها تن از ساکنان شیعه توسط نیروهای دولت اسلامی و نیروهای سیاف به قتل رسیدند. ناحیه افشار در دامنه کوه‌های افشار قرار دارد و بخش وسیعی از غرب کابل را در برمی‌گیرد. پلی‌تکنیک کابل و مؤسسه علوم اجتماعی، که توسط رهبری حزب وحدت پس از ورود به شهر به عنوان پایگاه فرماندهی انتخاب شده بود نیز، در این منطقه قرار دارد که «کافر کوه» افشار سپر حفاظتی آن به‌شمار می‌آید. ساعت یک بامداد ۱۱ در منطقهٔ افشار صدها تن از ساکنان شیعه توسط نیروهای دولت اسلامی و نیروهای سیاف به قتل رسیدند. ناحیه افش در دامنه کوه‌های افشار قرار دارد و بخش وسیعی از غرب کابل را در برمی‌گیرد. پلی‌تکنیک کابل و مؤسسه علوم اجتماعی، که توسط رهبری حزب وحدت پس از ورود به شهر به عنوان پایگاه فرماندهی انتخاب شده بود نیز، در این منطقه قرار دارد که «کافر کوه» افشار سپر حفاظتی آن به‌شمار می‌آید. ساعت یک بامداد یازده فوریه، مؤسسهْ علوم اجتماعی از سه طرف مورد حمله قرار گرفت؛ از غرب توسط نیروهای اتحاد اسلامی سیاف و از شمال و جنوب توسط نیروهای «دولتی» (به کمک خیانت‌کارانی در حزب که قبلاً خریداری شده بودند). آنان تا ۲۴ ساعت بعد به قتل و کشتار، تجاوز و آتش زدن خانه‌ها پرداخته و دختران و پسران جوان را اسیر کردند. خبر این جنایات در همان موقع در کابل و در روزهای بعد در سطح دنیا پخش شد. در این جریان بر اساس برخی برآوردها حدود ۷۰۰ نفر به قتل رسیدند یا ناپدید شدند. یک سال بعد که حزب وحدت، این ناحیه را بازپس گرفت، چندین گور دسته‌جمعی کشف کرد که در آن‌ها ۵۸ جسد یافت شد. این قتل‌عام توسط کشورهای همسایه و سازمان‌های بین‌المللی حقوق بشر محکوم گردید؛ اما عاملان آن هیچ وقت محاکمه یا دستگیر نشدند. اگرچه شخصاً ربانی قتل‌عام را به عنوان یکی از اشتباهات حکومتش محکوم کرد؛ اما حادثه به گردن سربازانش انداخته شد. آن روز منطقه افشار به یک شهر ارواح شباهت داشت و تمام ساکنان آن، پس از قتل‌عام از آنجا گریختند. با این وجود، خاطرات تلخ آن در حافظه مردم به یادگار باقی مانده و به تشدید اختلافات قومی-مذهبی دامن زده است.

## پیامدها
پیامدهای این عملیات به ترتیب:
- حمله با کشتن، فراری دادن و اسیر کردن مردم آغاز شد.
- در مرحله دوم، اموال مردم به تاراج رفت. (برای این تاراج اصطلاح غنیمت به کار برده می‌شد).
- در مرحله سوم، تخریب تمامی خانه‌ها و اماکن مذهبی شیعیان (اکثراً توسط اسرا_ملکی) آغاز شد.
- در مرحله چهارم، جعل اسناد املاک مردم، غصب و فروش برای افراد ثالث با پروسه‌های خاصی صورت گرفت. تا به امروز، هنوز تعدادی از مردم افشار درگیر آن جعل اسناد املاک خود هستند. غاصبان با نفوذی که در حلقه‌های قدرت دارند، همچنان به غصب خود ادامه می‌دهند.
- تعدادی از اسرایی که توسط افراد عبدالرسول سیاف زندانی بودند با مرگ تدریجی جان دادند و تعدادی هم با معامله پولی، به شکل نیمه جان آزاد شدند.